# Petro Tronko
Petro Tymofiyovytch Tronko (en ukrainien : Петро Тимофійович Тронько ; 1915-2011) est un  historien et homme politique ukrainien.

## Biographie
Il est un vétéran de la Deuxième guerre mondiale, académicien et directeur de l'encyclopédie en en vingt six volumes  histoire des cités et villages d'Ukraine.
En 1939 il fut l'un des élus de l'assemblée constituante d'Ukraine pour que l'Ukraine occidentale rejoigne la République socialiste soviétique d'Ukraine. Il a été un élu de la Verovna Rada puis conseiller du président de 1996 à 2000 pour les questions patrimoniales.

## Hommages

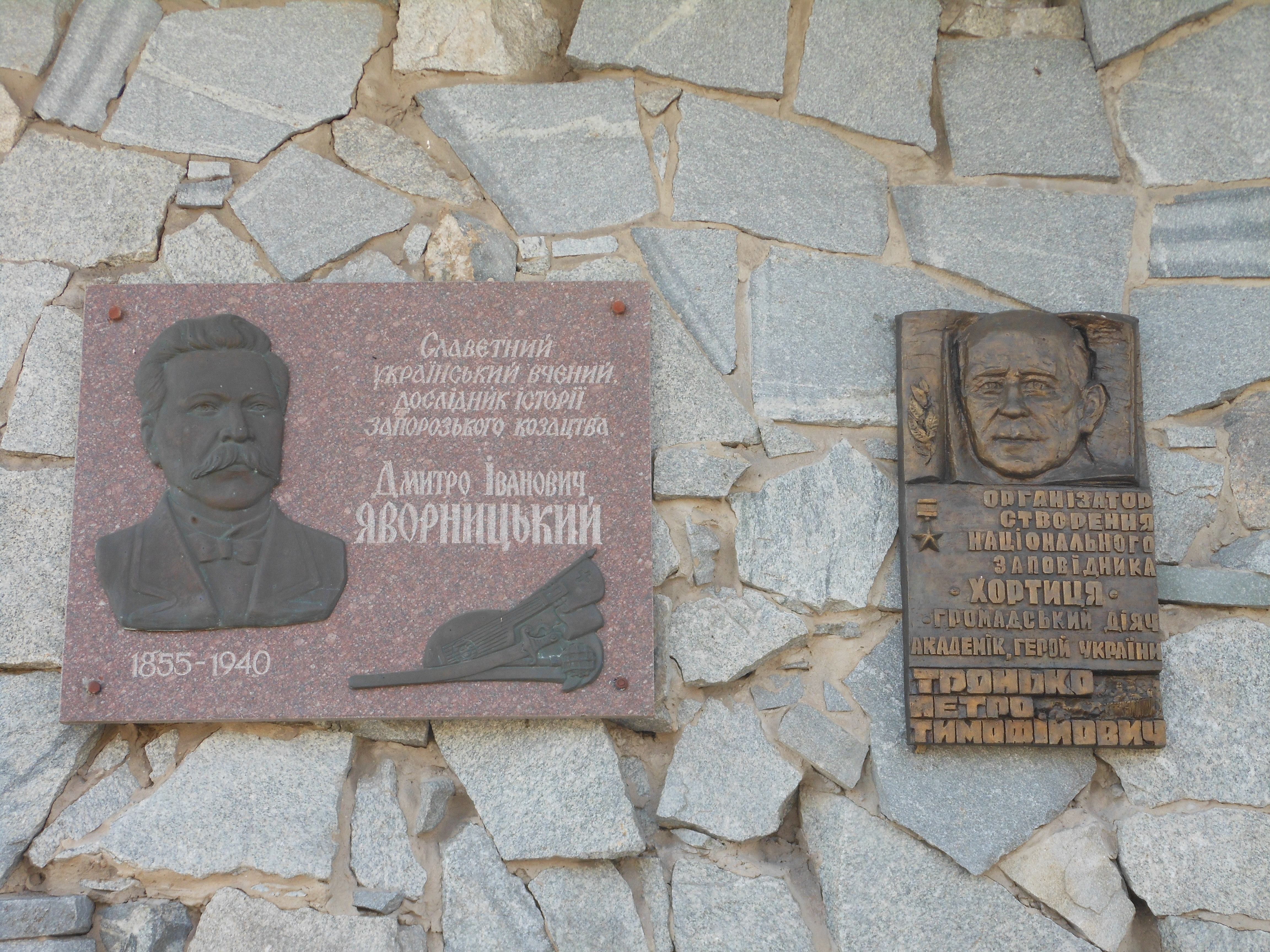
Plaque en sa mémoire, droite et Dmytro Yavornytsky  au Musée des cosaques de Zaporijjia.

## Œuvre
- Directeur : Opération Frantic : sur l'histoire de la communauté de combat de l'armée de l'air de l'URSS et des USA, la population civile d'Ukraine pendant la Seconde Guerre mondiale : un ensemble de documents et matériels par : O. G. Bazhan (secrétaire responsable), Yu. V. Bogaevskyi, ... [et al.], Kiev, 1998.
- Directeur : La RSS d'Ukraine dans la Grande Guerre patriotique de l'Union soviétique 1941-1945. Volume un, L'Ukraine soviétique pendant la période consistant à repousser l'attaque perfide de l'Allemagne nazie contre l'URSS et à préparer les conditions d'un changement radical de la guerre (juin 1941 - novembre 1942) par I. D. Nazarenko, Institut d'histoire du Comité central du Parti communiste d'Ukraine, branche de l'Institut du marxisme-léninisme du Comité central du PCUS, Kiev : Maison d'édition de littérature politique d'Ukraine, 1975.
- Immortalité des jeunes (De l'histoire de la lutte de la clandestinité du Komsomol d'Ukraine contre les envahisseurs nazis pendant la Grande Guerre patriotique), Maison d'édition du Comité central du Komsomol "Jeune Garde". Imprimerie "Bannière Rouge", Moscou, 1958.